# Arja Saijonmaa
Arja Saijonmaa (Mikkeli, 1 de diciembre de 1944) es una cantante y activista finlandesa afincada en Suecia.

## Biografía
Antes de dedicarse profesionalmente a la canción, se formó como artista en la Academia Sibelius y obtuvo una licenciatura en teatro, literatura y musicología por la Universidad de Helsinki. En 1970 conoció al compositor Mikis Theodorakis y participó en varias de sus giras antes de desarrollar una prolífica carrera en solitario; uno de sus primeros trabajos fue un álbum con canciones de Theodorakis traducidas al sueco y finés por Lars Forsell y Pentti Saaritsa respectivamente. Desde entonces, Saijonmaa ha publicado cerca de 35 discos en ambos idiomas y se ha convertido en una artista de éxito en Escandinavia, con más de dos millones de álbumes vendidos. La mayor parte de su repertorio consiste en música popular, baladas y tango.
Vinculada desde joven a la canción protesta y al activismo, su trabajo más conocido en el mercado hispanohablante es Jag Vill Tacka Livet (1979), un álbum tributo a la cantautora Violeta Parra que publicó junto con la banda Inti-Illimani, exiliados en Suecia tras el golpe de estado en Chile de 1973. El título es la traducción en sueco de «Gracias a la vida», la canción más emblemática de Parra. También defendió a Theodorakis cuando fue perseguido durante la dictadura de los Coroneles en Grecia. En 1986 actuó en el funeral de estado de Olof Palme por petición expresa de su viuda, a quien les unía una estrecha amistad. Saijonmaa ha militado en el Partido Popular Sueco de Finlandia.
En 1987 intentó representar a Suecia en el Festival de la Canción de Eurovisión con Högt över havet, compuesta por Lasse Holm. El tema quedó en segundo lugar por un solo punto, pero terminó convirtiéndose en un éxito comercial. Saijonmaa volvió a participar en el Melodifestivalen en 2005 y 2019, aunque no tuvo el mismo éxito. También intentó representar a Finlandia en Eurovisión en 1971 y 1990.
Saijonmaa ha sido condecorada con la Medalla Pro Finlandia en 1986. Es también embajadora de Buena Voluntad de ACNUR desde 1987 y de ONU Mujeres desde 2015.